# Крила голубице (књига)
Крила голубице (енгл. The wings of the dove) је роман британског књижевника, америчког порекла Хенрија Џејмса (енгл. Henry James; Њујорк, 15. април 1843 — Лондон, 28. фебруар 1916), објављен 1902. године. 

## О аутору
Хенри Џејмс (1843-1916) је британски писац рођен у Америци у богатој и угледној породици. У тридесет и трећој години преселио се у Европу, и након кратког боравка у Француској, трајно се настанио у Енглеској, чије је држављанство добио годину дана пред смрт (1915).
Сматра се једним од најважнијих представника књижевног реализма 19. века. Написао је више од двадесет романа, као и велики број приповетки, путописа, књижевних критика,  критичких есеја, комедија, путописа и новинских прича.

## Радња
Јунакиња романа Кејт Крој је сиромашна девојка која је успела да се уздигне из љаге сиромаштва до бајног живота  под окриљем своје тетке Мод.
Кејт је прелепа и веома амбициозна и у романтичној вези је с перспективним новинаром Мертоном Деншером. Упознаје  Мили Тил, богату припадницу њујоршког високог друштва. 
Сазнаје да је Мили смртно болесна и заљубљена у Деншера и од тада смишља план како да се трајно финансијски обезбеди.
Мили се повлачи у једну венецијанску палату која постаје средиште круга похлепних ловаца на новац.
Хенри Џејмс је испричао упечатљиву, суморну причу о страсти осуђеној на пропаст, издаји, људској прилагодљивости и грижи савести. 